# Brugnac
Brugnac est une commune du Sud-est de la France, située dans le département de Lot-et-Garonne (région Nouvelle-Aquitaine).

## Géographie

### Communes limitrophes
Les communes limitrophes sont  Castelmoron-sur-Lot, Coulx, Grateloup-Saint-Gayrand, Laparade, Monclar et Verteuil-d'Agenais.
|                         | Coulx    |                     |
| Verteuil-d'Agenais      | Brugnac  | Monclar             |
| Grateloup-Saint-Gayrand | Laparade | Castelmoron-sur-Lot |

### Climat
Pour des articles plus généraux, voir Climat de la Nouvelle-Aquitaine et Climat de Lot-et-Garonne.
Historiquement, la commune est exposée à un climat océanique aquitain.  
En 2020, Météo-France publie une typologie des climats de la France métropolitaine dans laquelle la commune est dans une zone de transition entre le climat océanique et le climat océanique altéré et est dans la région climatique Aquitaine, Gascogne, caractérisée par une pluviométrie abondante au printemps, modérée en automne, un faible ensoleillement au printemps, un été chaud (19,5 °C), des vents faibles, des brouillards fréquents en automne et en hiver et des orages fréquents en été (15 à 20 jours).
Pour la période 1971-2000, la température annuelle moyenne est de 13,2 °C, avec une amplitude thermique annuelle de 15,6 °C. Le cumul annuel moyen de précipitations est de 792 mm, avec 11,7 jours de précipitations en janvier et 6,6 jours en juillet. Pour la période 1991-2020, la température moyenne annuelle observée sur la station météorologique la plus proche, située sur la commune de Verteuil-d'Agenais à 3,48 km à vol d'oiseau, est de 13,8 °C et le cumul annuel moyen de précipitations est de 821,3 mm,. Pour l'avenir, les paramètres climatiques de la commune estimés pour 2050 selon différents scénarios d'émission de gaz à effet de serre sont consultables sur un site dédié publié par Météo-France en novembre 2022.

## Urbanisme

### Typologie
Au 1er janvier 2024, Brugnac est catégorisée commune rurale à habitat très dispersé, selon la nouvelle grille communale de densité à sept niveaux définie par l'Insee en 2022.
Elle est située hors unité urbaine et hors attraction des villes,.

### Occupation des sols

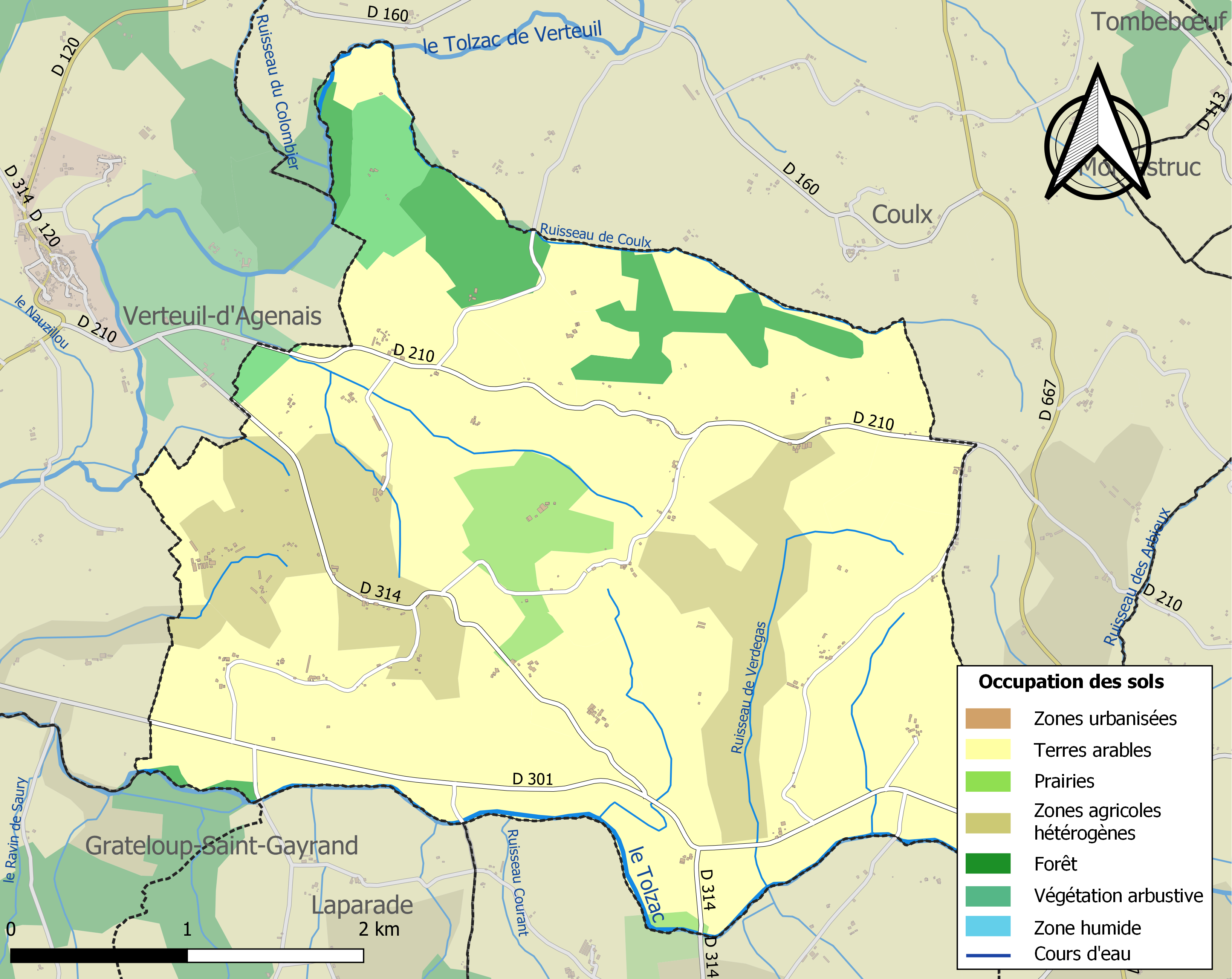
Carte des infrastructures et de l'occupation des sols de la commune en 2018 (CLC).

L'occupation des sols de la commune, telle qu'elle ressort de la base de données européenne d’occupation biophysique des sols Corine Land Cover (CLC), est marquée par l'importance des territoires agricoles (91,5 % en 2018), en diminution par rapport à 1990 (93,5 %). La répartition détaillée en 2018 est la suivante : 
terres arables (66,8 %), zones agricoles hétérogènes (15 %), cultures permanentes (6 %), forêts (5,9 %), prairies (3,7 %), milieux à végétation arbustive et/ou herbacée (2,6 %). L'évolution de l’occupation des sols de la commune et de ses infrastructures peut être observée sur les différentes représentations cartographiques du territoire : la carte de Cassini (XVIIIe siècle), la carte d'état-major (1820-1866) et les cartes ou photos aériennes de l'IGN pour la période actuelle (1950 à aujourd'hui).

### Risques majeurs
Le territoire de la commune de Brugnac est vulnérable à différents aléas naturels : météorologiques (tempête, orage, neige, grand froid, canicule ou sécheresse), inondations, mouvements de terrains et séisme (sismicité très faible). Un site publié par le BRGM permet d'évaluer simplement et rapidement les risques d'un bien localisé soit par son adresse soit par le numéro de sa parcelle.
Certaines parties du territoire communal sont susceptibles d’être affectées par le risque d’inondation par une crue à  débordement lent de cours d'eau, notamment le Tolzac et le Tolzac de Verteuil. La commune a été reconnue en état de catastrophe naturelle au titre des dommages causés par les inondations et coulées de boue survenues en 1982, 1983, 1993, 1999, 2006, 2009 et 2021,.
Les mouvements de terrains susceptibles de se produire sur la commune sont des affaissements et effondrements liés aux cavités souterraines (hors mines) et des tassements différentiels. Afin de mieux appréhender le risque d’affaissement de terrain, un inventaire national permet de localiser les éventuelles cavités souterraines sur la commune.

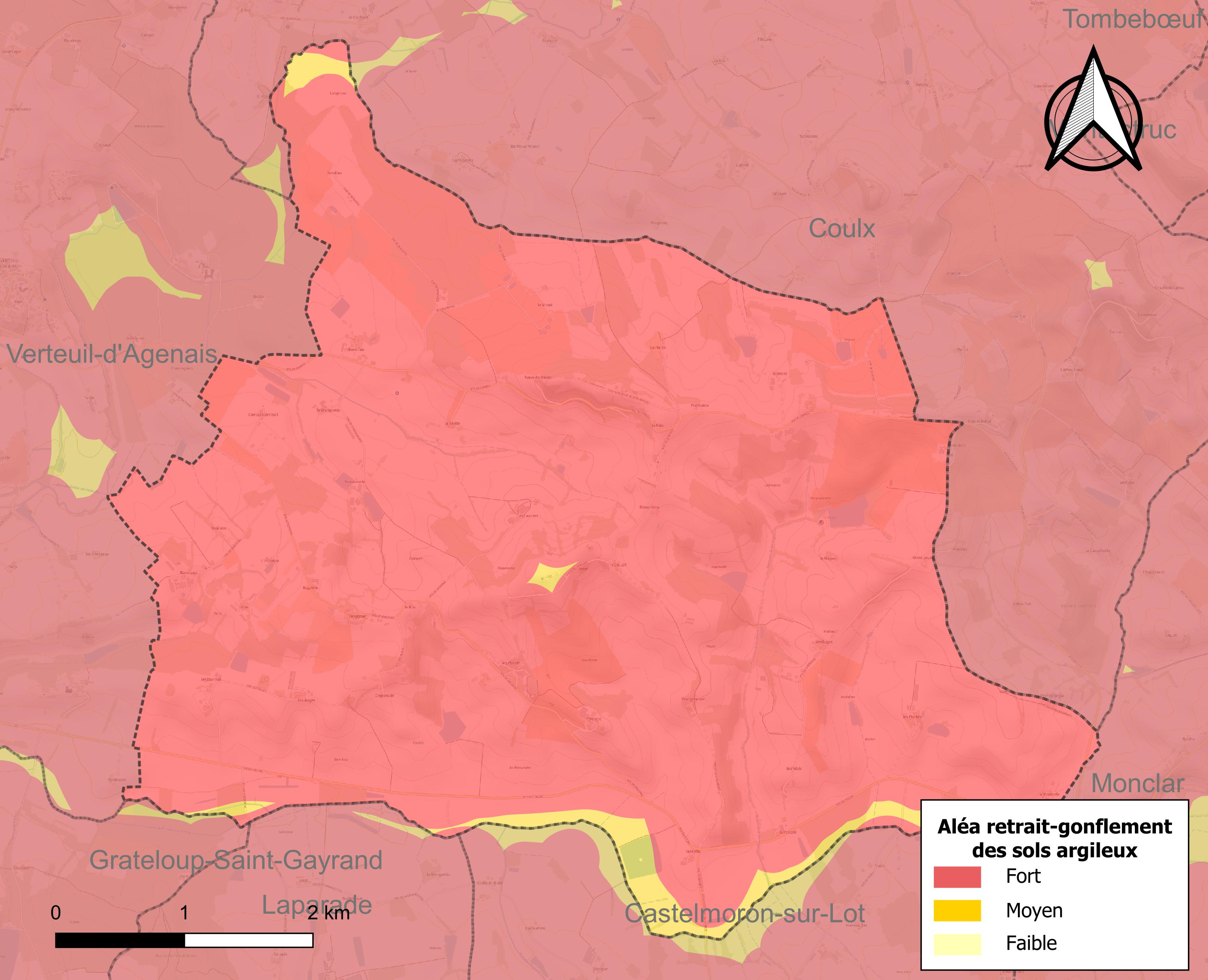
Carte des zones d'aléa retrait-gonflement des sols argileux de Brugnac.

Le retrait-gonflement des sols argileux est susceptible d'engendrer des dommages importants aux bâtiments en cas d’alternance de périodes de sécheresse et de pluie. La totalité de la commune est en aléa moyen ou fort (91,8 % au niveau départemental et 48,5 % au niveau national). Depuis le 1er octobre 2020, en application de la loi ELAN, différentes contraintes s'imposent aux vendeurs, maîtres d'ouvrages ou constructeurs de biens situés dans une zone classée en aléa moyen ou fort,.
Concernant les mouvements de terrains, la commune a été reconnue en état de catastrophe naturelle au titre des dommages causés par la sécheresse en 2011 et par des mouvements de terrain en 1999.

## Toponymie
Selon Xavier Delamarre, Brugnac tire son nom du gaulois *Brāuoniācon, soit le « domaine de Brāvonios » ou le « domaine du moulin ».

## Histoire
L'ancienne commune de Verdegas a été supprimée et rattachée à Brugnac le 26 juillet 1826. La population était de 727 habitants en 1841

## Politique et administration
| Période                                  | Période   | Identité            | Étiquette | Qualité             |
| ---------------------------------------- | --------- | ------------------- | --------- | ------------------- |
| juin 1995                                | mars 2014 | Christian Baboulène |           | Exploitant agricole |
| mars 2014                                | En cours  | Jacqueline Prévot   |           |                     |
| Les données manquantes sont à compléter. |           |                     |           |                     |

## Démographie
L'évolution du nombre d'habitants est connue à travers les recensements de la population effectués dans la commune depuis 1800. Pour les communes de moins de 10 000 habitants, une enquête de recensement portant sur toute la population est réalisée tous les cinq ans, les populations de référence des années intermédiaires étant quant à elles estimées par interpolation ou extrapolation. Pour la commune, le premier recensement exhaustif entrant dans le cadre du nouveau dispositif a été réalisé en 2008.

En 2022, la commune comptait 179 habitants, en évolution de −1,1 % par rapport à 2016 (Lot-et-Garonne : −0,18 %, France hors Mayotte : +2,11 %).
| 1800 | 1806 | 1821 | 1831  | 1836 | 1841 | 1846 | 1851 | 1856 |
| ---- | ---- | ---- | ----- | ---- | ---- | ---- | ---- | ---- |
| 422  | 457  | 487  | 1 054 | 776  | 727  | 733  | 688  | 656  |

| 1861 | 1866 | 1872 | 1876 | 1881 | 1886 | 1891 | 1896 | 1901 |
| ---- | ---- | ---- | ---- | ---- | ---- | ---- | ---- | ---- |
| 635  | 618  | 563  | 558  | 547  | 515  | 502  | 467  | 471  |

| 1906 | 1911 | 1921 | 1926 | 1931 | 1936 | 1946 | 1954 | 1962 |
| ---- | ---- | ---- | ---- | ---- | ---- | ---- | ---- | ---- |
| 441  | 431  | 327  | 327  | 335  | 330  | 285  | 271  | 293  |

| 1968 | 1975 | 1982 | 1990 | 1999 | 2006 | 2008 | 2013 | 2018 |
| ---- | ---- | ---- | ---- | ---- | ---- | ---- | ---- | ---- |
| 225  | 203  | 178  | 190  | 167  | 184  | 189  | 188  | 185  |

| 2022 | - | - | - | - | - | - | - | - |
| ---- | - | - | - | - | - | - | - | - |
| 179  | - | - | - | - | - | - | - | - |

## Lieux et monuments
- Église Saint-Hilaire de Verdegas : elle fut donnée entre 1142 et 1149 à l'abbaye de La Sauve-Majeure par l'évêque d'Agen Raimond Bernard du Fossat. L'édifice actuel date en partie du XVe siècle. Elle est inscrite à l'Inventaire général du patrimoine culturel[27].
- Église paroissiale Notre-Dame (lieu-dit Cambes) : chœur roman, probablement du XIIe siècle; nef du XVe siècle.
- Église paroissiale Saint-Pierre de Brugnac : mentionnée au XIVe siècle, elle fut reconstruite de 1874 à 1898. Elle est inscrite à l'Inventaire général du patrimoine culturel[28].

## Personnalités liées à la commune
Achille-Henri, sieur de Verdegaz (mort après 1607) : appartenant à une famille de lettrés, il est mentionné dans la correspondance de Théodore de Bèze. Il fut également proche d’Agrippa d’Aubigné  et en relation épistolaire avec Montaigne; auteur de vers latins et d’ouvrages d’érudition (en latin également) ; protestant modéré, il a pris part comme négociateur aux guerres civiles.
L'"apparîmenct de Verdegaz" fait référence aux conciliabules entre le parti huguenot et le parti royal, entre le 24 et le 29 octobre 1580, qui débouchèrent sur la Paix de Fleix (26 novembre 1580). Le chef du parti huguenot, Henri de Navarre, futur Henri IV, a très probablement séjourné au manoir du sieur de Verdegaz (certainement Achille-Henri, lui-même familier de la cour de Nérac), "sis au flanc nord de la Chapelle Sainct Hylaire". La présence de François duc d'Anjou (frère d'Henri III) est en revanche très douteuse (un émissaire de haut rang, non mentionné dans les sources, devait plus probablement le représenter).